# 鄢城街道
鄢城街道，是中华人民共和国湖北省襄阳市宜城市下辖的一个乡镇级行政单位。

## 行政区划
鄢城街道下辖以下地区：
窑湾社区、文昌路社区、五条路社区、龙门路社区、鲤鱼湖社区、交通路社区、紫盖山社区、东街社区、望江路社区、汉江路社区、燕京社区、白庙社区、谭垴村、南河村、腊树村、木渠村和周岗村。